# Denis Gavini
Denis Gavini (Campile, 8 ottobre 1820 – Parigi, 1º marzo 1916) è stato un politico, avvocato e bonapartista francese.

## Biografia
Nato l'8 ottobre 1820 a Campile (alta Corsica), compì gli studi in legge a Parigi e divenne avvocato a Bastia nel 1842. Il 13 maggio 1849 divenne rappresentante della Corsica presso l'assemblea legislativa, schierandosi dapprima con la sinistra nazionale e poi unendosi ai bonapartisti di Luigi Napoleone Bonaparte, appoggiando quindi il colpo di staso del 2 dicembre 1851. Venne nominato quindi responsabile delle richieste al Consiglio di Stato e poi divenne prefetto di Lot, Hérault e Alpes-Maritimes.
Rassegnò le proprie dimissioni il 4 settembre 1870 e venne eletto deputato l'8 febbraio dell'anno successivo per la Corsica, sempre tra i bonapartisti. Rieletto alle elezioni del 20 febbraio 1876 per l'arrondissement di Corte il ballottaggio venne annullato ma riuscì ad essere nuovamente eletto il 14 maggio 1876. Venne rieletto alla camera il 14 ottobre 1877 e nuovamente il 21 agosto 1881 per il distretto di Bastia e ancora il 4 ottobre 1885. Quest'ultima elezione venne annullata e Gavini venne poi battuto in quella successiva del 14 febbraio 1886. A partire dal 1892 si unì coi repubblicani e sino al 1950 la sua famiglia fu una delle principali rappresentanti politiche del repubblicanesimo in Corsica.
Morì il 2 marzo 1916 a Parigi.